# Michael Rothen
Michael Rothen (* 2. Februar 1895 in Groß-Betschkerek, Banat, Österreich-Ungarn; † 8. Oktober 1944 in Kikinda, Jugoslawien) war ein banatschwäbischer römisch-katholischer Geistlicher und Märtyrer.

## Leben
Michael Rothen studierte Theologie in Bamberg und wurde zum Priester geweiht. Er wirkte in Weißkirchen, Zichydorf/Mariolana und Werschetz. Ab 1934 konnte er seinen Dienst wegen eines schweren Nervenleidens nicht mehr ausführen und lebte von der Unterstützung durch die Kirche in Kikinda. Zusammen mit 27 weiteren Banatschwaben wurde er am 8. Oktober 1944 von Partisanen erschossen.

## Gedenken
Die katholische Kirche hat Michael Rothen als Glaubenszeugen in das deutsche Martyrologium des 20. Jahrhunderts aufgenommen.